# Пугач капський
Пугач капський (Bubo capensis) — вид птахів з роду пугач, родини совових. Країни поширення: Еритрея, Ефіопія, Кенія, Лесото, Малаві, Мозамбік, Намібія, ПАР, Есватіні, Танзанія та Зімбабве.